# Chicago Loop
The Loop ("El Loop") o el Chicago Loop es un área comunitaria del distrito financiero de Chicago, Illinois, Estados Unidos. Es la sede del gobierno de Chicago y del condado de Cook, así como una zona de teatros y tiendas.
Según lo establecido por la Universidad de Chicago en los años 1920, el Loop es definido como un área comunitaria de Chicago: limita al norte con el río Chicago, al este con el lago Míchigan, y al sur con Roosevelt Road.
Dentro del área del Loop se encuentran el «Grant Park», el Instituto de Arte de Chicago, uno de los museos más grandes de los Estados Unidos, el Goodman Theatre, la sede de la Orquesta Sinfónica de Chicago y la Torre Willis, el segundo rascacielos más alto de los Estados Unidos.
Toma su nombre del Loop del Metro de Chicago, un circuito ferroviario elevado construido a fines de la década de 1890, el cual es el núcleo de dicho sistema, y el que facilitó la expansión del centro de la ciudad.

## Gobierno
La Agencia Federal de Prisiones (BOP) gestiona el Centro Correccional Metropolitano, Chicago (MCC Chicago).

## Educación

### Universidades y colleges
Chicago Loop cuenta con una multitud de universidades y colleges
Columbia College Chicago, Roosevelt University y Tribeca Flashpoint College están ubicados en el Loop. DePaul University también tiene un campus en el Loop. La University of Notre Dame y la University of Illinois at Urbana–Champaign dirigen sus programas de EMBA en sus Campus de Chicago en el Loop.
La National Louis University está ubicada en el histórico Peoples Gas Building en la Avenida Míchigan, al otro lado de la calle del Instituto de Arte de Chicago. La Escuela del Instituto de Arte de Chicago, una de las más grandes escuelas independientes de arte y diseño, tiene su sede en Grant Park.
El Harold Washington College es un Colegio Universitario de la Ciudad de Chicago situado en el Loop. La Adler Escuela de Psicología Profesional es una universidad ubicada en el Loop.

### Escuelas primarias y secundarias
Las Escuelas Públicas de Chicago sirven a los residentes del Loop.
La Escuela South Loop (K-8 sirve a algunas áreas del Chicago Loop, y la Escuela Ogden sirve a otras áreas. La Wendell Phillips Academy High School sirve a algunas áreas del Chicago Loop, y Wells Community Academy High School sirve a otras áreas.